# Nkaus Airport
Nkaus Airport är en flygplats i Lesotho.   Den ligger i distriktet Mohale's Hoek District, i den centrala delen av landet, 100 km sydost om huvudstaden Maseru. Nkaus Airport ligger 1 646 meter över havet.
Terrängen runt Nkaus Airport är huvudsakligen kuperad, men västerut är den bergig. Nkaus Airport ligger nere i en dal. Runt Nkaus Airport är det ganska glesbefolkat, med 42 invånare per kvadratkilometer. Närmaste större samhälle är Seforong, 6,0 km sydost om Nkaus Airport. Omgivningarna runt Nkaus Airport är i huvudsak ett öppet busklandskap.